# Roquette Pinto Comunicação Educativa
A Roquette Pinto Comunicação Educativa é uma organização sem fins lucrativos brasileira com sede na cidade do Rio de Janeiro. Fundada em 1998, atua na produção de conteúdos educativos distribuídos em veículos de radiodifusão mediante contratos de gestão operacional.
A origem da organização remonta a 1967, quando o governo do Brasil criou a Fundação Centro Brasileiro de TV Educativa (FCBTVE), voltado à produção de materiais pedagógicos para emissoras de televisão privadas. Em 1973 a fundação obteve outorga para operar sua própria estação no Rio de Janeiro, inaugurando dois anos depois a TV Educativa (TVE). Na década de 1980, entre mudanças na sua estrutura, a FCBTVE adotou a sigla Funtevê, absorveu as gestões da Rádio MEC e TVE Maranhão e iniciou a operação de um sistema nacional liderado pela TVE do Rio que unia emissoras não comerciais do país.
Em 1990 houve a alteração do nome para Fundação Roquette Pinto (FRP), em homenagem ao considerado "pai da radiodifusão brasileira". Entre 1997 e 1998, como parte de um processo de reformas estatais, a FRP, que no decorrer daquela década passou por uma crise que afetou os investimentos em seus veículos, foi extinta e substituída pela Roquette Pinto, na época identificada pela sigla ACERP, convertendo-se numa empresa privada prestadora de serviços públicos em convênio com o Ministério da Educação (MEC).
Em 2007, com a incorporação de suas três emissoras à recém-inaugurada Empresa Brasil de Comunicação (EBC), criada pelo governo brasileiro para formar a rede pública TV Brasil, a ACERP seguiu prestando serviços ao órgão até 2014 e operando também a TV Escola, lançada pela FRP em convênio com o MEC em 1995 com o objetivo de formar educadores. Nos anos 2010 a organização assumiu as gestões da TV INES e Cinemateca Brasileira em acordos com o MEC, mas atritos com o governo no fim da década causaram o encerramento dos contratos, inclusive da TV Escola, que permaneceu sendo o único veículo da organização em atividade.

## História

### Antecedentes
FCBTVE e Funtevê (1967–1990)
A origem da Roquette Pinto Comunicação Educativa remonta a 1967, quando o governo do Brasil instituiu através de uma lei publicada no Diário Oficial da União (DOU), em 4 de janeiro, o Centro Brasileiro de Televisão Educativa. Sob forma jurídica de fundação, seu objetivo era expandir a educação a distância planejada pelo governo — que já vinha sendo praticada em programas na Rádio MEC, da cidade do Rio de Janeiro, e emissoras de televisão privadas — através da produção e distribuição de conteúdo pedagógico destinado à radiodifusão, visando alcançar diferentes públicos. Seu primeiro presidente foi Gilson Amado, educador que já participava de discussões sobre a criação de uma estação de televisão com cunho pedagógico.
Instalada em 1968 num imóvel alugado na avenida Nossa Senhora de Copacabana, no Rio de Janeiro, a FCBTVE, por não dispor de funcionários e recursos necessários para produzir material educativo, permaneceu como um centro de planejamento de programas do gênero, até que em 1970 os ministérios das Comunicações e da Educação e Cultura expediram uma portaria que tornou obrigatória a transmissão de cinco horas semanais de programação educativa nas emissoras privadas, levando a fundação a capacitar seu sistema de circuito fechado para que a produção daqueles conteúdos fosse possível. Em 1972, com a doação mediante acordo de instalações técnicas e equipamentos pela Fundação Konrad Adenauer, da Alemanha, a FCBTVE foi transferida para um novo espaço chamado de Telecentro, na avenida Gomes Freire.
Em 1975 a FCBTVE iniciou as atividades da TV Educativa, cujo desenvolvimento foi iniciado dois anos antes a partir da obtenção da outorga do canal 2 VHF do Rio de Janeiro. Inaugurada com programação essencialmente educativa, a emissora em pouco tempo passou a exibir atrações de outros gêneros para alavancar sua audiência. Em 1981 a fundação foi renomeada como Centro Brasileiro de TV Educativa Gilson Amado em homenagem a seu primeiro presidente, falecido em 1979.
Em 1982 a FCBTVE teve sua sigla mudada para Funtevê, marca que anteriormente respondia pelo Fundo de Financiamento da Televisão Educativa, criado em 1966 para bancar a instalação e a manutenção de um sistema nacional de televisão pedagógica. Com isso a Funtevê incorporou dois órgãos ligados ao MEC: a Secretaria de Aplicações Tecnológicas, responsável pela administração do Sistema Nacional de Televisão Educativa (SINTED, cadeia que unia estações não comerciais do Brasil), e o Serviço de Radiodifusão Educativa, gestor da Rádio MEC. Em 1983 o SINTED teve seu nome alterado para Sistema Nacional de Radiodifusão Educativa (SINRED). Nos primeiros anos sua operação ocorria através de um sistema de micro-ondas da Empresa Brasileira de Telecomunicações, e a partir de 1987 a distribuição passou a ser feita pelo satélite Brasilsat A1. Antes, em 1986, a Funtevê obteve por determinação do governo brasileiro o controle da TVE de São Luís, no Maranhão. Em 1988 foi vinculada por decreto à Casa Civil da Presidência da República, retornando ao MEC no ano seguinte.
Fundação Roquette Pinto (1990–1998)
Em 1990, durante um processo de extinção e dissolução de entidades federais, a Funtevê passou a ser denominada Fundação Roquette Pinto através de uma lei decretada no DOU em 13 de abril. O nome homenageava o médico considerado "pai da radiodifusão brasileira" por ter criado em 1922 a Rádio Sociedade do Rio de Janeiro, primeira emissora do país, que foi doada ao governo brasileiro em 1936 e viria a tornar-se a Rádio MEC.
A partir de 1993 os veículos da FRP enfrentaram uma crise que afetou suas programações e investimentos, enfraquecendo o poder da TVE no SINRED e possibilitando o acesso da TV Cultura de São Paulo ao Brasilsat A1, o que resultou na troca pelo sinal da emissora paulistana nas afiliadas do Brasil. A FRP tentou, em 1994, reformular o SINRED como um programa destinado a reequipar todas as estações educativas do país com recursos do Fundo Nacional de Desenvolvimento da Educação, porém a transferência da fundação do MEC para a Secretaria de Comunicação (SECOM) do governo brasileiro em 1995 causou a perda de seu poder político, inviabilizando o retorno da TVE à liderança do sistema, encerrado naquele período.
Ainda em 1995 a FRP inaugurou, em convênio com a Secretaria de Educação a Distância do MEC, a TV Escola, canal a cabo que transmitia 18 horas diárias de programação educativa para escolas públicas de mais mil cidades do Brasil.

### Criação e desdobramentos
Em 1997 deu-se início a discussões para que a FRP fosse extinta e substituída por uma organização social (OS), um novo tipo de razão social no Brasil que representaria empresas privadas sem fins lucrativos. Seguindo o planejamento concebido pelo ministro da Administração Federal e Reforma do Estado Luiz Carlos Bresser-Pereira com base num modelo inglês, foi decretada no DOU em 24 de dezembro daquele ano a qualificação da Associação de Comunicação Educativa Roquette Pinto, aberta em 18 de agosto, como a primeira OS do país e a absorção das atividades da FRP, o que foi colocado em prática em 16 de janeiro de 1998 e obteve respaldo legislativo em 18 de maio.
Como fundação de direito privado, a ACERP, sob a presidência de Jorge Guilherme Marcello Pontes, passou a trabalhar com metas de captação de recursos a partir da produção de programas e da veiculação de anúncios publicitários, ainda que institucionais, e teve modificada toda a estrutura que seguia um modelo de funcionalismo público. A transferência da TVE e da Rádio MEC para a ACERP a tornaram emissoras privadas que, através de um convênio com o governo brasileiro, prestavam serviços públicos pelos canais federais do Rio de Janeiro e de São Luís.
Em outubro de 2007, como resultado de um processo iniciado pelo governo brasileiro cerca de dois anos antes, foi criada mediante decreto a Empresa Brasil de Comunicação, órgão que absorveria toda a estrutura da Radiobrás, na capital federal Brasília, e os bens públicos que estavam sob a guarda da ACERP para possibilitar a inauguração de uma rede de televisão pública nacional, a TV Brasil. Inaugurada em dezembro daquele ano, sua operação foi assumida pela TVE do Rio de Janeiro e de São Luís e TV Nacional de Brasília, que foram integradas como suas emissoras próprias, além de a Rádio MEC também ter sido transferida para a EBC. A lei que criou a empresa oficialmente em 2008 previa a extinção da ACERP dentro de três anos e o repasse de seus bens para a EBC, porém a associação seguiu funcionando não só com o contrato de gestão da TV Escola como também com a prestação de serviços ao órgão, encerrada em 2013 e postergada até o fim de 2014, quando o MEC assumiu sua supervisão.

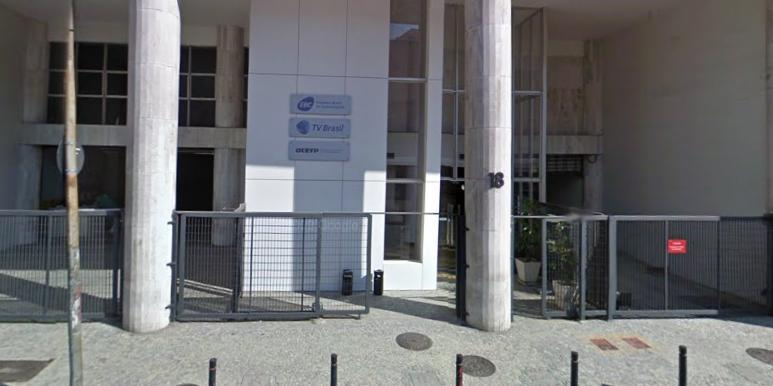
Entrada do prédio da EBC no Rio de Janeiro, em 2012, onde a ACERP funcionou até 2015

Em 2013 a ACERP, em parceria com o Instituto Nacional de Educação de Surdos, lançou a TV INES, primeira emissora voltada à comunidade de pessoas com deficiência auditiva do Brasil e que tinha programação traduzida na língua brasileira de sinais com suporte operacional da TV Escola; em 2015 a associação teve uma nova sede inaugurada num prédio do bairro Botafogo, concluindo a separação do espaço que dividia com a EBC desde 2007; em 2018 assumiu a gestão de preservação e documentação do acervo da Cinemateca Brasileira, em São Paulo, até então mantida pelo Ministério da Cultura; e em 2019 venceu o chamamento público para operar a Rádio UFOP e TV UFOP, veículos da Universidade Federal de Ouro Preto, em Minas Gerais.
Em dezembro de 2019 o governo brasileiro encerrou o contrato de gestão entre o MEC e a agora denominada Roquette Pinto Comunicação Educativa, obrigando funcionários da TV Escola a desocuparem o andar da emissora no prédio do ministério, em Brasília, e retirarem seus equipamentos; o despejo, que havia sido solicitado em outubro, foi avaliado por dirigentes da associação como uma retaliação a indicações do ministro Abraham Weintraub não terem sido atendidas. No mesmo mês o convênio de gestão da Cinemateca Brasileira foi encerrado e em agosto de 2020, meses depois de a Roquette Pinto ter cuidado de seu acervo sem contar com repasses federais previstos, o governo assumiu a sua administração. Em março de 2021 o INES rompeu unilateralmente o contrato que mantinha com a associação para a operação da TV INES. No fim daquele ano o governo desqualificou a Roquette Pinto como OS, revogando o decreto assinado em 1997, em razão do fim do contrato com o MEC.
Em abril de 2022 tanto a TV Escola como a TV INES foram substituídas nos canais governamentais onde eram transmitidas pelo Canal Educação e Canal Libras, respectivamente, que passaram a exercer as funções de suas antecessoras sob a operação da EBC. Ainda em abril a TV Escola, que já emitia seu sinal via satélite, voltou a ser exibida em canais abertos. No mesmo ano a Fundação de Educação, Artes e Cultura, de Belo Horizonte, substituiu a Roquette Pinto na operação da Rádio UFOP e TV UFOP.